# 张社平
张社平（1974年10月—），男，中华人民共和国外交官，现任中华人民共和国驻琅勃拉邦总领事。

## 生平
1997年，张社平毕业于北京第二外国语学院日语系，后进入中华人民共和国外交部工作，曾任驻日本大使馆政务参赞、外交部亚洲司参赞兼信息与公共外交处处长、二级巡视员、东北亚处处长。2023年9月，出任中华人民共和国驻琅勃拉邦总领事。